# Suisse aux Jeux olympiques d'été de 1924
La Suisse participe aux Jeux olympiques d'été de 1924 à Paris, en France. Elle y remporte vingt-cinq médailles : sept d'or, huit d'argent et dix de bronze, se classant à la 6e place au tableau des médailles. C'est le record de médailles pour la Suisse aux Jeux. La délégation suisse compte 123 sportifs (127 hommes et 4 femmes).

## Médailles
| Médaille                            | Nom | Sport         | Compétition                           |
| ----------------------------------- | --- | ------------- | ------------------------------------- |
| Médaille d'or, Jeux olympiques      | Édouard Candeveau Alfred Felber Emil Lachapelle (en)                                                                   | Aviron        | Deux avec barreur                     |
| Médaille d'or, Jeux olympiques      | Emile Albrecht (en) Walter Lossli (en) Alfred Probst (en) Eugen Sigg Hans Walther (en)                                 | Aviron        | Quatre avec barreur                   |
| Médaille d'or, Jeux olympiques      | Alphonse Gemuseus | Équitation    | Saut d'obstacles                      |
| Médaille d'or, Jeux olympiques      | August Güttinger | Gymnastique   | Barres parallèles hommes              |
| Médaille d'or, Jeux olympiques      | Josef Wilhelm | Gymnastique   | Cheval d'arçons hommes                |
| Médaille d'or, Jeux olympiques      | Hermann Gehri | Lutte         | Poids mi-moyens                       |
| Médaille d'or, Jeux olympiques      | Fritz Hagmann | Lutte         | Poids moyens                          |
| Médaille d'argent, Jeux olympiques  | Paul Martin | Athlétisme    | 800 mètres                            |
| Médaille d'argent, Jeux olympiques  | Willy Schärer | Athlétisme    | 1 500 mètres                          |
| Médaille d'argent, Jeux olympiques  | Hans Bühler Alphonse Gemuseus Werner Stuber                                                                            | Équitation    | Saut d'obstacles par équipe           |
| Médaille d'argent, Jeux olympiques  | Équipe de Suisse olympique                                                                                             | Football      | Hommes                                |
| Médaille d'argent, Jeux olympiques  | Jean Gutweniger | Gymnastique   | Barre fixe hommes                     |
| Médaille d'argent, Jeux olympiques  | Jean Gutweniger | Gymnastique   | Cheval d'arçons hommes                |
| Médaille d'argent, Jeux olympiques  | Fritz Hünenberger | Haltérophilie | Mi-lourds                             |
| Médaille d'argent, Jeux olympiques  | Henri Wernli | Lutte         | Poids lourds                          |
| Médaille de bronze, Jeux olympiques | Josef Schneider (en)                                                                                                   | Aviron        | Skiff hommes                          |
| Médaille de bronze, Jeux olympiques | Rudolf Bosshard (en) Heinrich Thoma (en)                                                                               | Aviron        | Double-scull homme                    |
| Médaille de bronze, Jeux olympiques | Emile Albrecht (en) Alfred Probst (en) Eugen Sigg Hans Walther (en)                                                    | Aviron        | Quatre sans barreur                   |
| Médaille de bronze, Jeux olympiques | Hans Grieder August Güttinger Jean Gutweniger Georges Miez Otto Pfister (en) Antoine Rebetez Carl Widmer Josef Wilhelm | Gymnastique   | Concours général par équipes hommes   |
| Médaille de bronze, Jeux olympiques | August Güttinger | Gymnastique   | Montée à la corde                     |
| Médaille de bronze, Jeux olympiques | Antoine Rebetez | Gymnastique   | Cheval d'arçons hommes                |
| Médaille de bronze, Jeux olympiques | Arthur Reinmann (en)                                                                                                   | Haltérophilie | Plumes                                |
| Médaille de bronze, Jeux olympiques | Charles Courant | Lutte         | Poids mi-lourds                       |
| Médaille de bronze, Jeux olympiques | Otto Müller (en) | Lutte         | Poids mi-moyens                       |
| Médaille de bronze, Jeux olympiques | Josias Hartmann (en)                                                                                                   | Tir           | Carabine à 50 mètres position couchée |